# Robert Fowler
Robert Gerald "Bobby" Fowler (Krugersdorp, 5 de desembre de 1931 - Johannesburg, 27 de desembre de 2001) fou un ciclista sud-africà que va córrer durant els anys 50 i començament dels 60 del segle xx.
Durant la seva carrera esportiva va prendre part en tres Jocs Olímpics. El 1952 a Hèlsinki va guanyar una medalla d'argent en la prova de persecució per equips, fent equip amb Thomas Shardelow, George Estman i Alfred Swift. En aquests mateixos Jocs va prendre part en dues proves més, la prova en ruta i la ruta per equips, però va haver d'abandonar abans d'hora. El 1956, a Melbourne, va participar en tres proves. En la persecució per equips quedà quart, mentre que en les proves en ruta tornà a abandonar. El 1960, a Roma, va participar en la persecució per equips, sent eliminat en la primera ronda.
El 1954 va guanyar una medalla de bronze als Jocs de l'Imperi Britànic disputats a Vancouver.